# Caliente (Nevada)
Caliente, precedentemente nota come Culverwell e Calientes, è una città della contea di Lincoln, Nevada, Stati Uniti. La popolazione era di 1.130 abitanti al censimento del 2010, rendendola la città incorporata meno popolasa del Nevada. Il nome della città ha origine dalle vicine sorgenti calde, poiché "caliente" è una parola spagnola che significa "caldo".

## Geografia fisica
Secondo lo United States Census Bureau, ha un'area totale di 1,9 mi² (4,92 km²).

## Storia
Caliente fu fondata nel 1901 sul Culverwell Ranch (o semplicemente Culverwell), costruito su terreni di proprietà di William e Charles Culverwell. Inizialmente la città prese il nome di Calientes, a causa delle sorgenti calde presenti nella zona, ma più tardi durante l'anno fu eretto un ufficio postale e gli operai rimossero la "s" dal nome della città. Nel 1905 fu completata la ferrovia Union Pacific Railroad, seguita dalla costruzione del deposito ferroviario nello stile dell'architettura missionaria spagnola. Il deposito dei treni, costruito nel 1923, è ora sede di alcuni uffici della città e della contea e un museo che espone informazioni storiche. La città una volta raggiunse un picco di oltre 5.000 abitanti, ma la sua popolazione declinò continuamente.

## Società

### Evoluzione demografica
Secondo il censimento del 2010, la popolazione era di 1.130 abitanti.

### Etnie e minoranze straniere
Secondo il censimento del 2010, la composizione etnica della città era formata dall'84,5% di bianchi, il 3,9% di afroamericani, il 2,4% di nativi americani, lo 0,9% di asiatici, lo 0,2% di oceanici, il 4,3% di altre razze, e il 3,8% di due o più etnie. Ispanici o latinos di qualunque razza erano l'8,8% della popolazione.